# اپسیلون صلیب
اپسیلون صلیب یک ستاره است که در صورت فلکی چلیپا قرار دارد. گاهی اوقات در زبان پرتغالی اینترومتیدا نامیده می‌شود. این ستاره یک غول نارنجی شکل است که به فاصله ۲۲۸ سال نوری از زمین فاصله دارد.